# Município de Butel
O Município de Butel (em macedônio/macedónio:  Бутелⓘ) é um dos dez municípios que compõe a cidade de Escópia, capital da Macedônia do Norte.

## Geografia
Butel faz fronteira com os municípios de Gazi Baba ao sudeste, Čair ao sul, Karpoš ao sudoeste, Šuto Orizari e Čučer-Sandevo ao noroeste e Lipkovo para o nordeste.

## Demografia
De acordo com o último censo nacional macedônio realizado em 2002, Butel possuía 36.154 habitantes.
Grupos étnicos incluem:
- Macedônios = 22,506 (62.3%)
- Albaneses = 9,107 (25.2%)
- Turcos = 1,304 (3.6%)
- Sérvios = 1,033 (2.6%)
- Bosníacos = 970 (2.7%)